# John Ramsay McCulloch
John Ramsay McCulloch (även M'Culloch), född 1 mars 1789 i Wigtownshire, död 11 november 1864 i London, var en skotsk nationalekonom och statistiker.
McCulloch var en tid redaktör för "Scotsman" och var därefter verksam vid "Edinburgh Review". Han blev 1828 professor i nationalekonomi vid University College London och 1838 kontrollör eller chef för Stationary Office (för parlaments- och departementstryck, bok- och pappersinköp åt departementen etc.).
Sin största betydelse nådde han som populariserande och dogmatiserande kommentator åt Adam Smith och David Ricardo. Hans utgåvor av deras huvudverk vann mycket stor spridning och bidrog i hög grad att befästa dessa verks maktställning inom den nationalekonomiska litteraturen.
McCullochs lärobok Principles of Political Economy (1825, sjunde upplagan 1886; översatt till flera främmande språk), var, särskilt i Storbritannien länge ett av de mest lästa och inflytelserika arbetena i sitt slag. Hans mest originella arbete var The Circumstances which Determine the Rate of Wages etc. (1826; flera upplagor), i vilken han gav en grundläggande framställning av lönefondsteorin. Inte minst genom sin utveckling av och försvar för frihandelns grundsatser i Treatise on the Principles, Practice and History of Commerce (1831) blev han en ledare och lärare för Manchesterliberalismen. Värdefulla var hans ekonomisk-statistiska verk Dictionary of Commerce and Commercial Navigation (1832; tionde upplagan 1859) och A Statistical Account of the British Empire (1837; flera upplagor).